# Torma (plaats)
Torma (de Duitse naam was ook Torma) is een plaats in de Estlandse gemeente Jõgeva, provincie Jõgevamaa. De plaats heeft 371 inwoners (2021) en heeft de status van groter dorp of ‘vlek’ (Estisch: alevik).
Torma was tot oktober 2017 de hoofdplaats van de gelijknamige gemeente. In die maand werd de gemeente bij de gemeente Jõgeva gevoegd.

## Geschiedenis
Torma hoorde bij het gelijknamige landgoed. Het werd voor het eerst genoemd in 1493. Het huidige landhuis is gebouwd in de jaren 1830-1840. Ook een aantal bijgebouwen is bewaard gebleven, zoals het bediendenverblijf, de opzichterswoning, de droogschuur en de wodkastokerij.
Torma lag tot 1859 aan de postroute van West-Europa naar Sint-Petersburg. In dat jaar kwam echter een nieuwe verharde weg Riga-Pskov-Sint-Petersburg gereed, die Torma links liet liggen. Het dorp boette aan belang in.
De plaatselijke kerk is gewijd aan de maagd Maria. De huidige kerk is gebouwd in de jaren 1755-1766. In de jaren 1867-68 werd de kerk gerestaureerd. De torenspits heeft zowel een haan als een kruis. De kerk ligt op het grondgebied van het buurdorp Vanamõisa ten zuiden van Torma.

## Foto’s

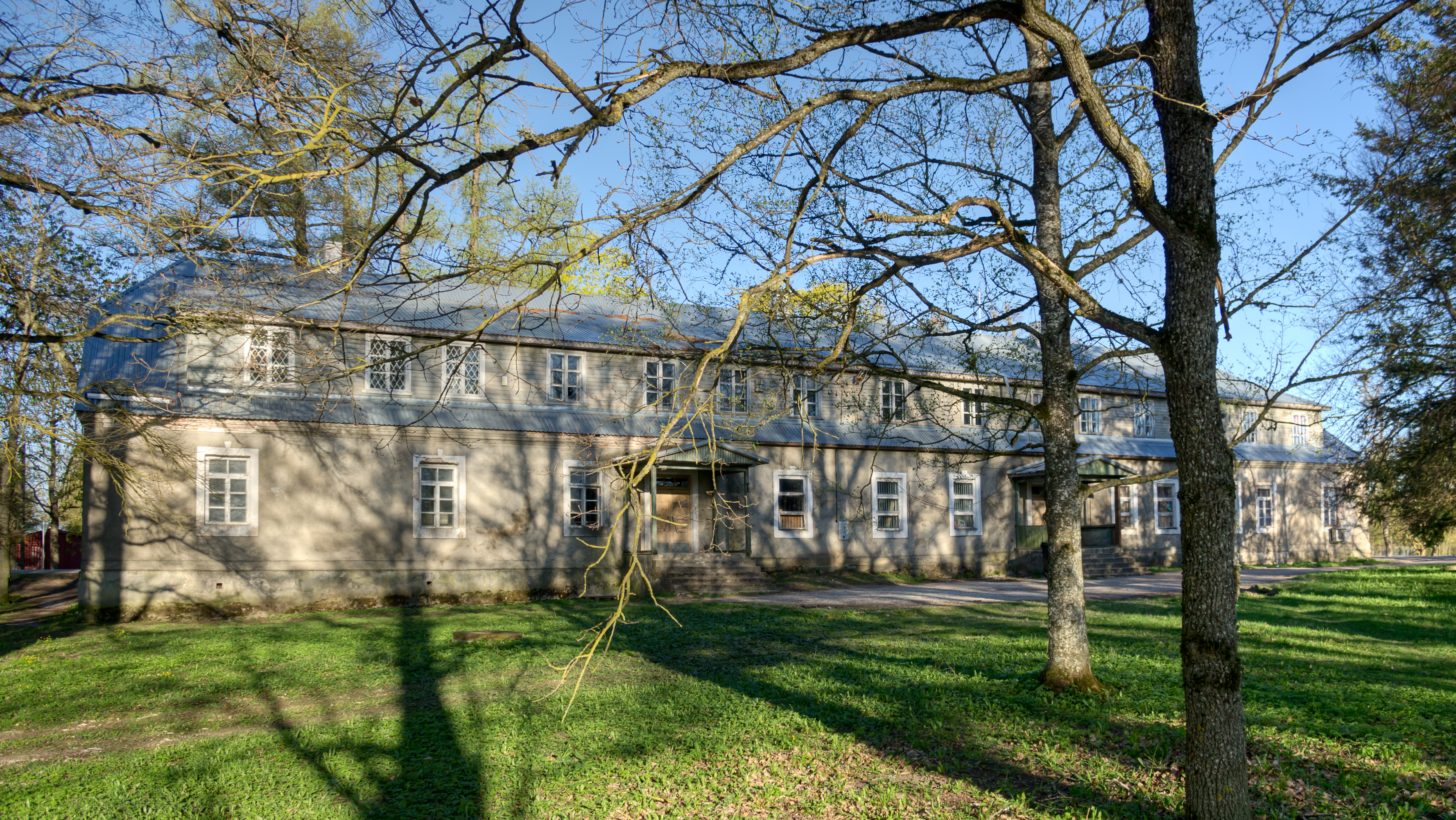
Landhuis van Torma
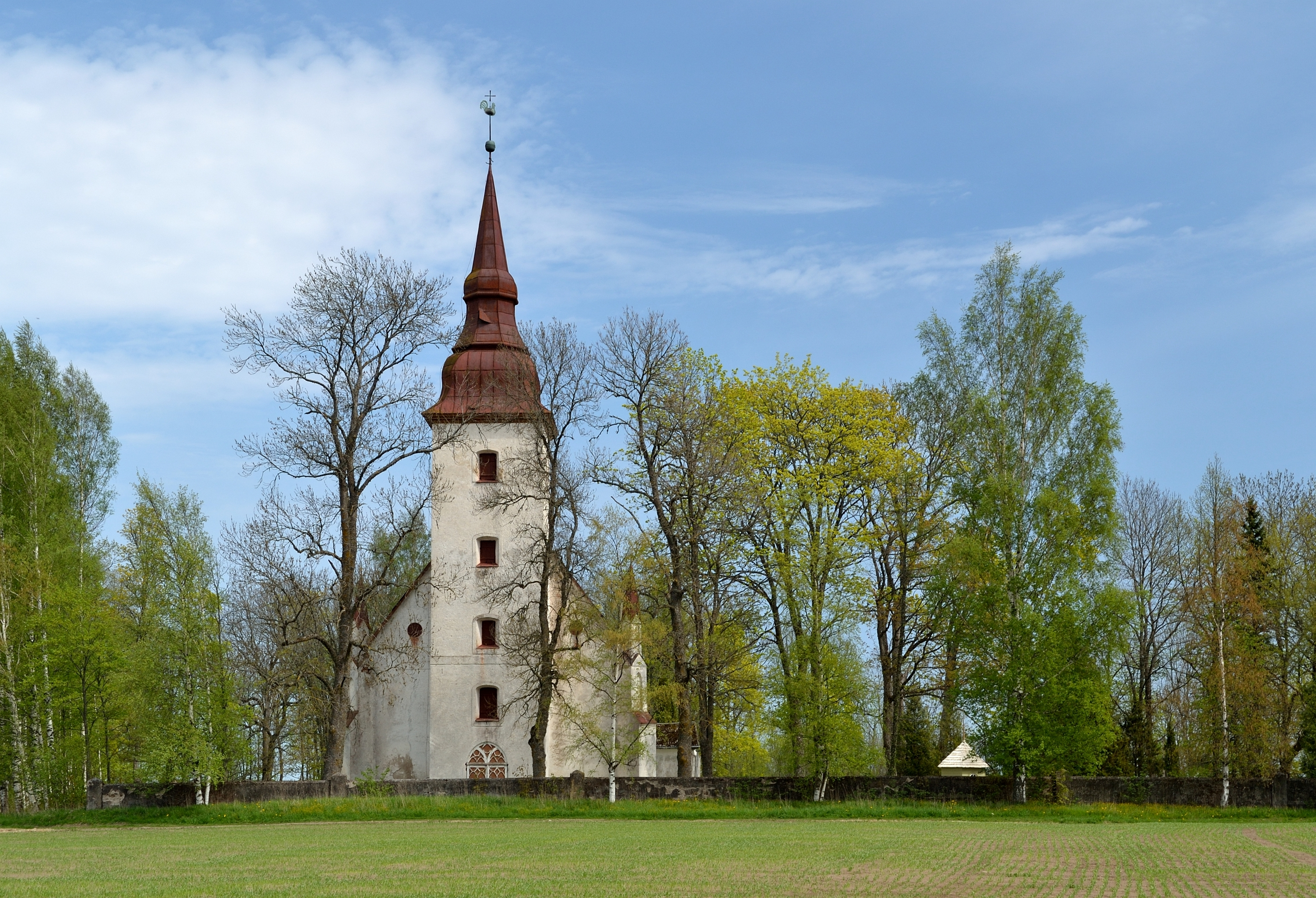
Kerk van Torma
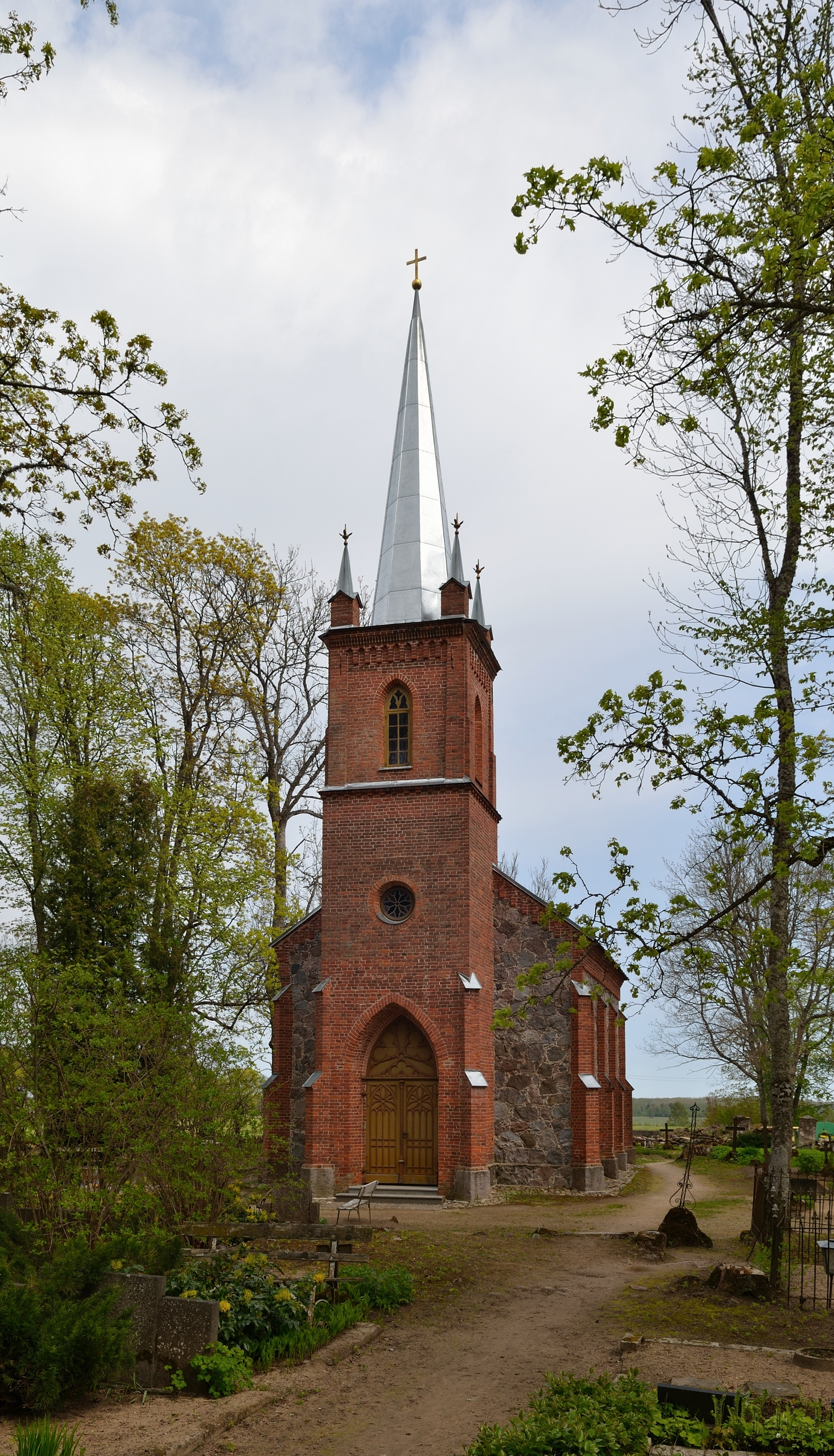
Kapel op het kerkhof